# Centro (Campinas)

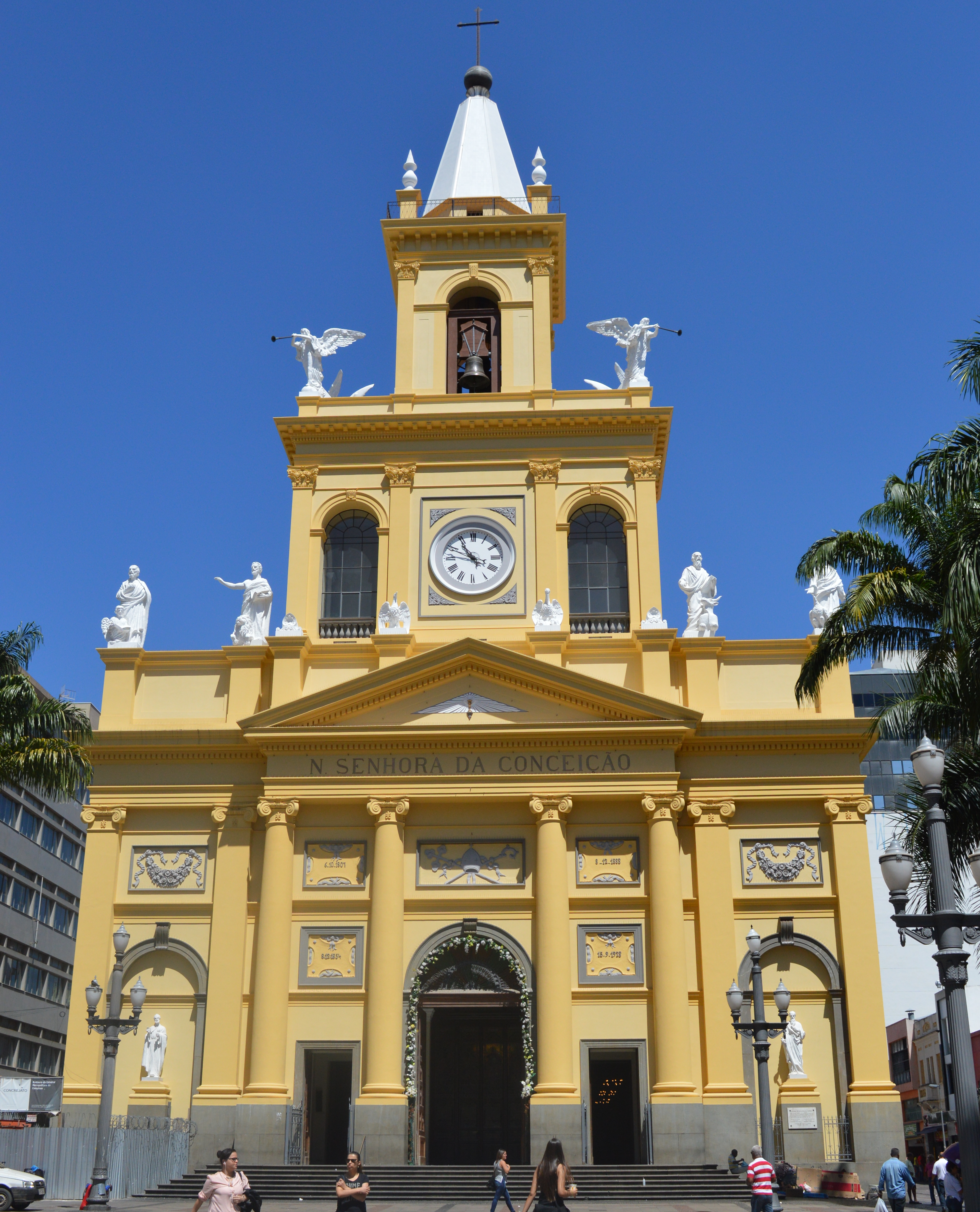
Catedral Metropolitana de Campinas

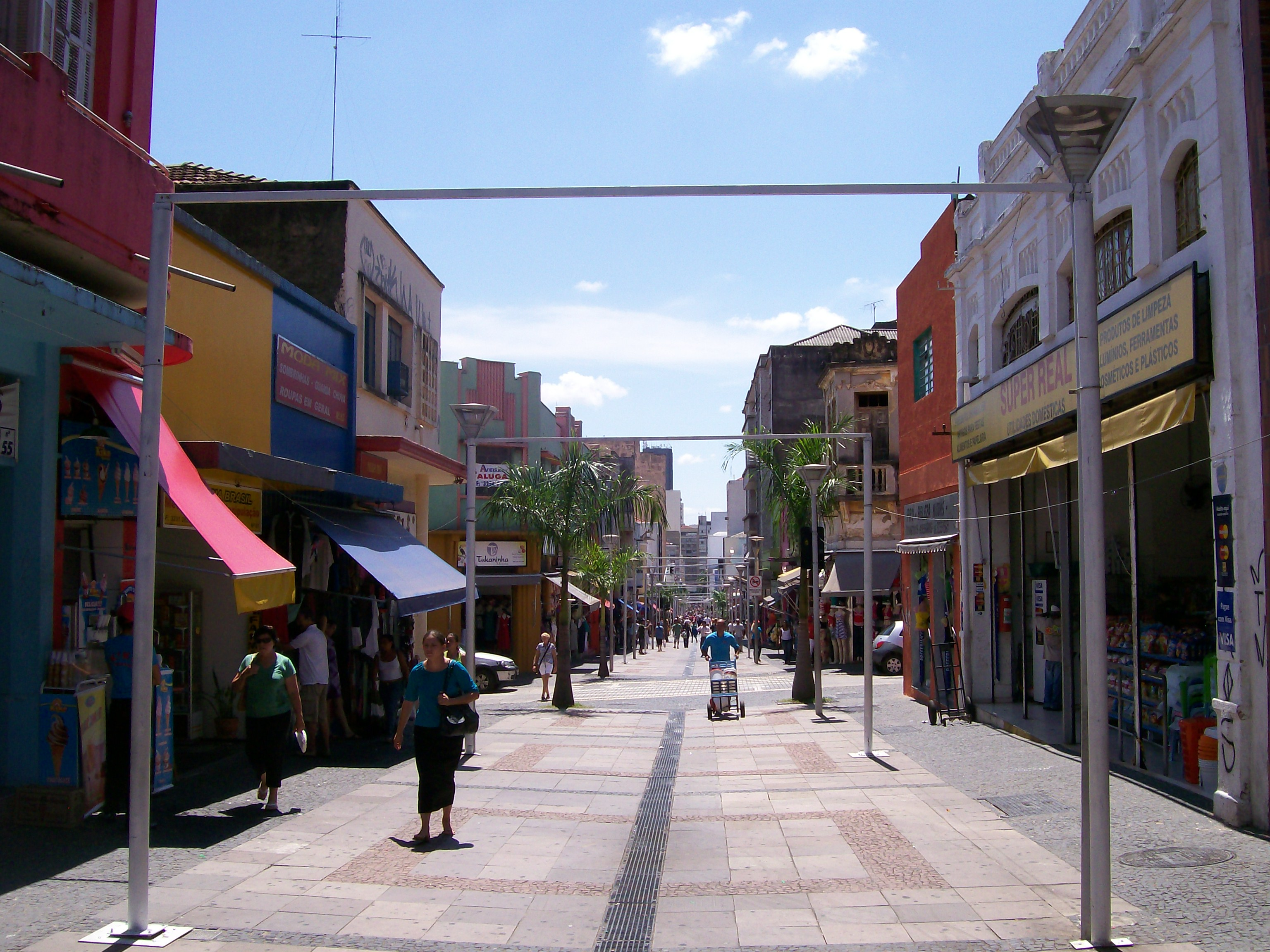
A Rua 13 de Maio é um dos símbolos do Centro de Campinas

O Centro é um bairro e região do município de Campinas, no estado de São Paulo, que concentra uma parcela bastante expressiva do comércio e dos serviços do município e da Região Metropolitana de Campinas. Sua área é de aproximadamente 1,5 quilômetro quadrado, sendo delimitado pelas avenidas e ruas: Aquidaban, Boaventura do Amaral, Barreto Leme, Anchieta, Irmã Serafina, Orozimbo Maia, Francisco Glicério, Doutor Mascarenhas, Lix da Cunha e Waldemar Paschoal.
A noroeste, está o Guanabara; a nordeste e a leste, está o Cambuí; a sudeste, está o Bosque; ao sul, está a Ponte Preta; a sudoeste e ao sul, está a Vila Industrial; e, a oeste, está o Bonfim.

## História
A cidade teve sua fundação oficial com o nome de "Distrito das Campinas de Mato Grosso de Jundiaí" com a construção de uma capela de taipa em 14 de julho de 1774, no lugar onde hoje se encontra o marco da praça Bento Quirino, próximo ao monumento-túmulo do compositor Carlos Gomes e que era um dos três campinhos (de onde vem o nome "Campinas") no caminho dos tropeiros que rumavam ao norte. Durante muito tempo, a expansão da cidade restringiu-se àquilo que consiste hoje na Região Central. Somente no século XIX começaram a surgir bairros como a atual Vila Industrial.

## Características
O centro de Campinas é em declive e, sob ele, passam córregos que inundam quando chove muito (principalmente aquele que corre sob a rua Barão de Jaguara). Parte significativa das ruas e calçadas é estreita, o que dificulta a passagem de pedestres e automóveis, além dos numerosos problemas de acessibilidade para portadores de deficiências. As únicas ruas com fiação subterrânea é a Rua 13 de Maio, e a Avenida Francisco Glicério.

## Bairros dentro do Centro
Em função do fato de Campinas não ter delimitação legal e precisa dos bairros, há bairros que são desconhecidos da população em geral em função de seu pequeno tamanho:
1. Vila Lídia (trata-se da região entre a linha de trem - com o bairro Ponte Preta do outro lado - a Avenida Francisco Glicério e a Via Expressa Waldemar Paschoal).

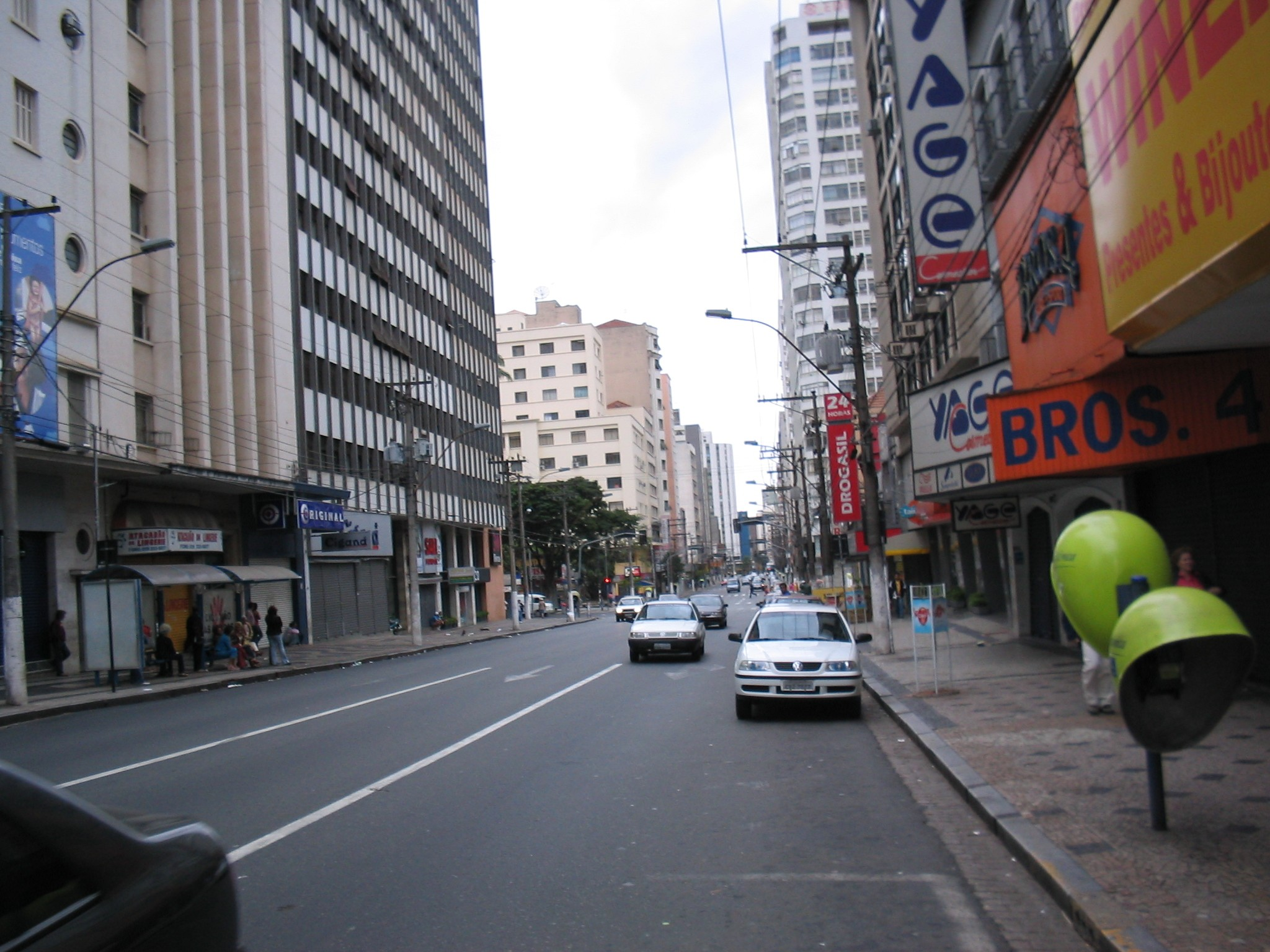
Avenida Francisco Glicério, centro comercial da cidade de Campinas, antes de sua revitalização.